# Peyritschia humilis
Peyritschia humilis är en gräsart som först beskrevs av Louis-marie, och fick sitt nu gällande namn av Victor L. Finot. Peyritschia humilis ingår i släktet Peyritschia och familjen gräs. Inga underarter finns listade i Catalogue of Life.